# Tachinus signatus
Tachinus signatus är en skalbaggsart som beskrevs av Johann Ludwig Christian Gravenhorst 1802. Tachinus signatus ingår i släktet Tachinus, och familjen kortvingar. Arten är reproducerande i Sverige.